# Georg Anton Christoph Scheffler
Georg Anton Christoph Scheffler (* 21. Oktober 1762 in Wolfenbüttel; † 21. Februar 1825 in Braunschweig) war ein deutscher Pädagoge.

## Leben
Georg Anton Christoph Scheffler besuchte die Herzogliche Große Schule in Wolfenbüttel und studierte seit dem 18. Juli 1782 Theologie und Philologie an der Universität Helmstedt. Nach dem Abschluss seiner akademischen Studien als Dr. phil. erhielt er 1785 die Stelle eines außerordentlichen Lehrers am dortigen Pädagogium; 1786 wurde er dann Collaborator, hierdurch wurde er auch zugleich Kustos der Universitätsbibliothek Helmstedt.
1788 kam er als Konrektor an das Gymnasium Anna-Sophianeum und blieb dort bis 1790, bis er an die Herzogliche Große Schule nach Wolfenbüttel versetzt wurde. 1801 übernahm er als Rektor die Leitung des Martineums in Braunschweig. Während seiner Wirkungszeit nahm die Schülerzahl wieder erheblich zu, nachdem die Anstalt bei seinem Beginn noch wenig besucht wurde und kurz vor der Schließung stand. Februar 1815 wurden ihm als ordentlicher Professor Unterrichtsstunden in griechischer und römischer Literatur auf dem Collegium Carolinum (aus dem später die Technische Universität Braunschweig hervorging) übertragen. 1821 legte er dann die Stelle als Rektor des Martineums nieder und übernahm als Nachfolger von Konrad Heusinger die Leitung des Katharineums. Nach dem Tod des Hofrats Johann Ferdinand Friedrich Emperius nahm er 1822 dessen Stelle als einer der Direktoren des Collegium Carolinum ein, Weihnachten 1823 wurde er dort Lehrer der alten Literatur, hierzu legte er die Stelle als Rektor des Katharineums nieder.

## Schriften (Auswahl)
- Friedrich August Wiedeburg; Georg Anton Christoph Scheffler; Johann Heinrich Philipp Seidenstücker; Johann Anton Ludwig Seidensticker; Johann Julius Benedikt Pabst; Maria Elisabeth Schnorr: Varietatem Interpretationis Locorvm Qvorvmdam Difficiliorvm In Carminibvs Homeri Praeside Friderico Avgvsto Widebvrg Philosophiae D. A. D. XVIIII Ivlii A. R. S. MDCCLXXXVI Ad Dispvtationem Proponet Avctor Georgivs Antonivs Christophorvs Scheffler Dvcalis Institvti Philologico-Paedagogici Collaborator. Helmstadii Schnorrius Helmstedt 1786.
- Christian Leiste; Georg Anton Christoph Scheffler; Christian Heinrich Bindseil: Zu der auf den 11ten May b. J. Nachmittags um 2 Uhr angesetzten feierlichen Einführung des bisherigen Conrectors am Scheningischen Gymnasio Herrn M. Georg Anton Christoph Scheffler nunmehrigen Conrectors der Herzoglichen großen Schule hieselbst ladet die hohen Vorgesetzten dieses Schul-Anstalt geziemend ein, und theilt nebst einem Versuch über die Proportionen in und außer einem Dreyeck den kurzen Lebenslauf des Herrn Conrectors mit, der Professor und Rector des Gymnasiums, Christian Leiste. Wolfenbüttel Bindseil Halle, Saale Universitäts- und Landesbibliothek Sachsen-Anhalt Wolfenbüttel 1790.
- Electra. Helmstadium, 1794.
- Sophocles; Richard Franz Philipp Brunck; Georg Anton Christoph Scheffler: Sophoclis Electra: Graece Cum Antiquis Scholiis Selectis Ex Recensione Rich. Franc. Phil. Brvnckii. Helmstadii: Fleckeisen, 1794.
- Zu der auf den 10. Jun. Vormittags um 9 Uhr festgesetzten feierlichen Einführung einiger Lehrer am hiesigen Martineum ladet ein nebst den neuen Lektionsplan und die Schulgesetze des Martineums. Braunschweig 1801.
- Einige Nachrichten von dem Martineum zu Braunschweig: wodurch zugleich zu der dritten Sekular-Feier der Kirchenverbesserung am ersten November 1817 Vormittags um 9 Uhr einladet. Braunschweig: Meyer 1817.
- Wie hat sich die Schule, als Bildungsanstalt der Menschheit, bei dem herrschenden Zeitgeiste in wissenschaftlicher und moralischer Hinsicht zu verhalten? Eine Examen-Vorlesung. Braunschweig 1818.
- Clarissimo Schefflero laeta novi muneris auspicia precantur Collegae Catharinei. Brunsvigae 1821
- Einige biographische Nachrichten über Konrad Heusinger: wodurch zugleich zu dem den 28sten März 1822, mit der ersten Classe des hiesigen Katharineums zu haltenden öffentlichen Examen eingeladen werden. Braunschweig Reichard 1822.
- Georg Anton Christoph Scheffler; Ludwig Friedrich August Hoffmeister; Friedrich Traugott Friedemann: Reden beim Wechsel des Directorates im Herzoglichen Katharineum zu Braunschweig: gehalten den 7. Jan. 1824. Braunschweig, 1824.
- Friedrich Traugott Friedemann; Georg Anton Christoph Scheffler: Duumviris celeberrimis Schefflero et Friedemanno. Brunsvigae Reichard 1824.

Weiterhin hat er Beiträge zum literarischen Teil des Handbuchs der klassischen Literatur von Johann Joachim Eschenburg geschrieben.